# Шебекинский район
Шебе́кинский райо́н — административно-территориальная единица в центральной части Белгородской области. В рамках организации местного самоуправления в границах района образован  Шебе́кинский муниципа́льный о́круг.
Административный центр — город Шебекино.
В 2018—2024 годах Шебе́кинский о́круг был в статусе городской округ, с 1 января 2025 года преобразован в муниципальный округ.

## Физико-географическая характеристика

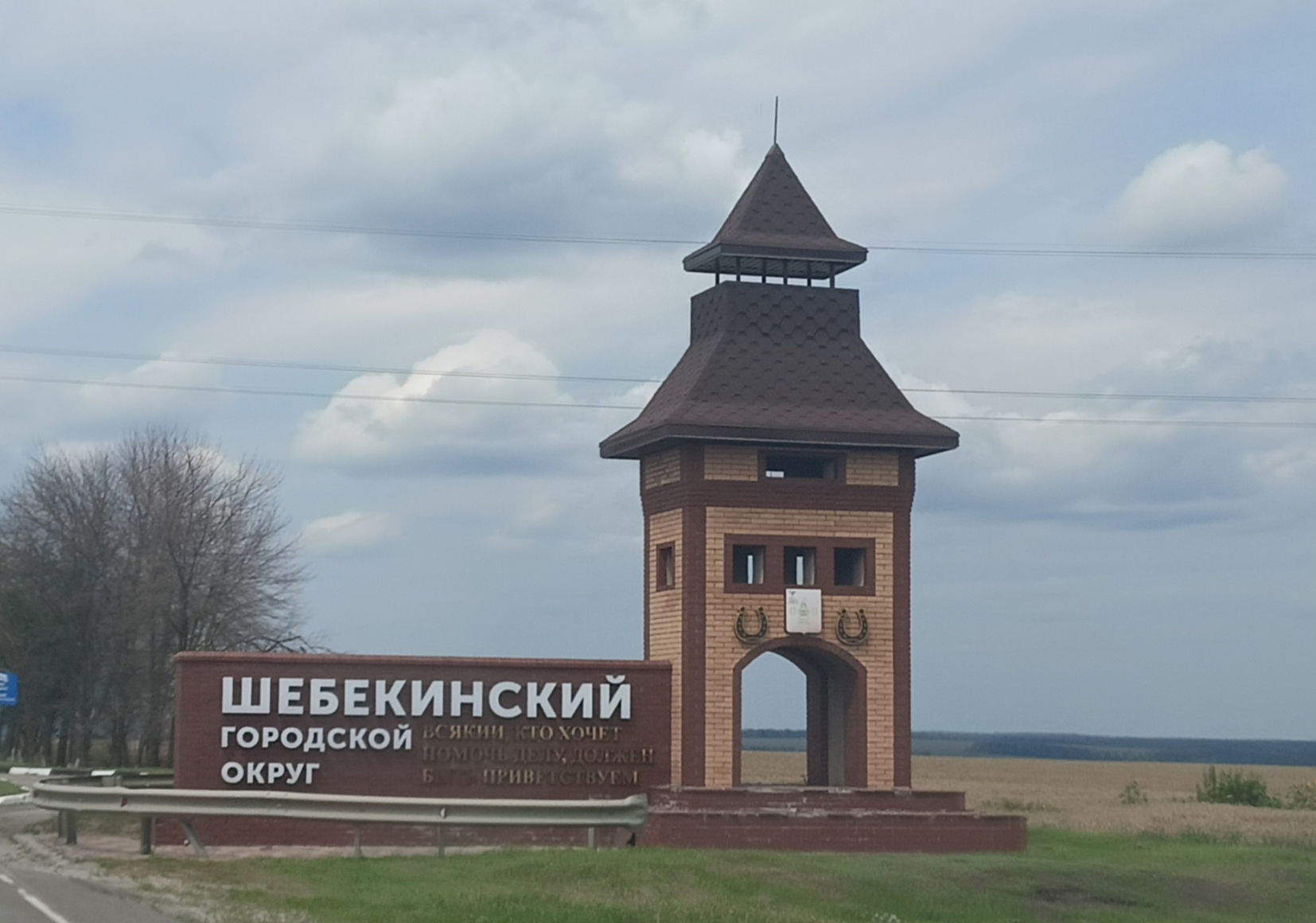

Район расположен к востоку от Белгорода и граничит с Украиной на юге.
Граничит: на севере — с Корочанским, на востоке — Новооскольским, Волоконовским, на западе — Белгородским районами области, на юге — с Харьковским и Чугуевским районами Харьковской области Украины.
Территория района составляет 1865,9 км² и представляет собой степную и лесостепную зоны.

### Климат
Шебекинский район характеризуется континентальным климатом — с холодной зимой и жарким летом.
Средне-годовая температура воздуха + 7,7 °C.
Абсолютный минимум температуры: −38 °C, максимум +41 °C.
Первые морозы наблюдаются с первого октября, последние в третьей декаде апреля.
Продолжительность безморозного периода — 153 дня.
Образование устойчивого снежного покрова наблюдается в первой декаде декабря.
Продолжительность устойчивого снежного покрова — 109 дня.
Среднегодовое количество осадков достигает 520 мм. Максимальное количество осадков выпадает в летний период.
В среднем за год преобладают ветры северо-западного и юго-восточного направлений.
| Показатель                                                             | Янв. | Фев. | Март | Апр. | Май  | Июнь | Июль | Авг. | Сен. | Окт. | Нояб. | Дек. | Год  |
| ---------------------------------------------------------------------- | ---- | ---- | ---- | ---- | ---- | ---- | ---- | ---- | ---- | ---- | ----- | ---- | ---- |
| Средний суточный максимум, °C                                          | −2,9 | −2,8 | 2,9  | 13,4 | 20,7 | 23,9 | 26,0 | 25,3 | 18,7 | 11,2 | 2,0   | −2,5 | 11,3 |
| Средняя температура, °C                                                | −6,2 | −6   | −0,4 | 9,0  | 15,7 | 19,4 | 21,8 | 21,3 | 15,2 | 8,0  | −0,3  | −5,5 | 7,7  |
| Средний суточный минимум, °C                                           | −9,9 | −9,7 | −4   | 4,1  | 9,8  | 14,1 | 16,8 | 16,4 | 11,0 | 4,7  | −2,7  | −8,9 | 3,5  |
| Норма осадков, мм                                                      | 52   | 40   | 36   | 46   | 48   | 67   | 72   | 53   | 49   | 40   | 52    | 50   | 605  |
| Источник: Метеоданные Белгородской области и worldweather.org (осадки) |      |      |      |      |      |      |      |      |      |      |       |      |      |

### Рельеф

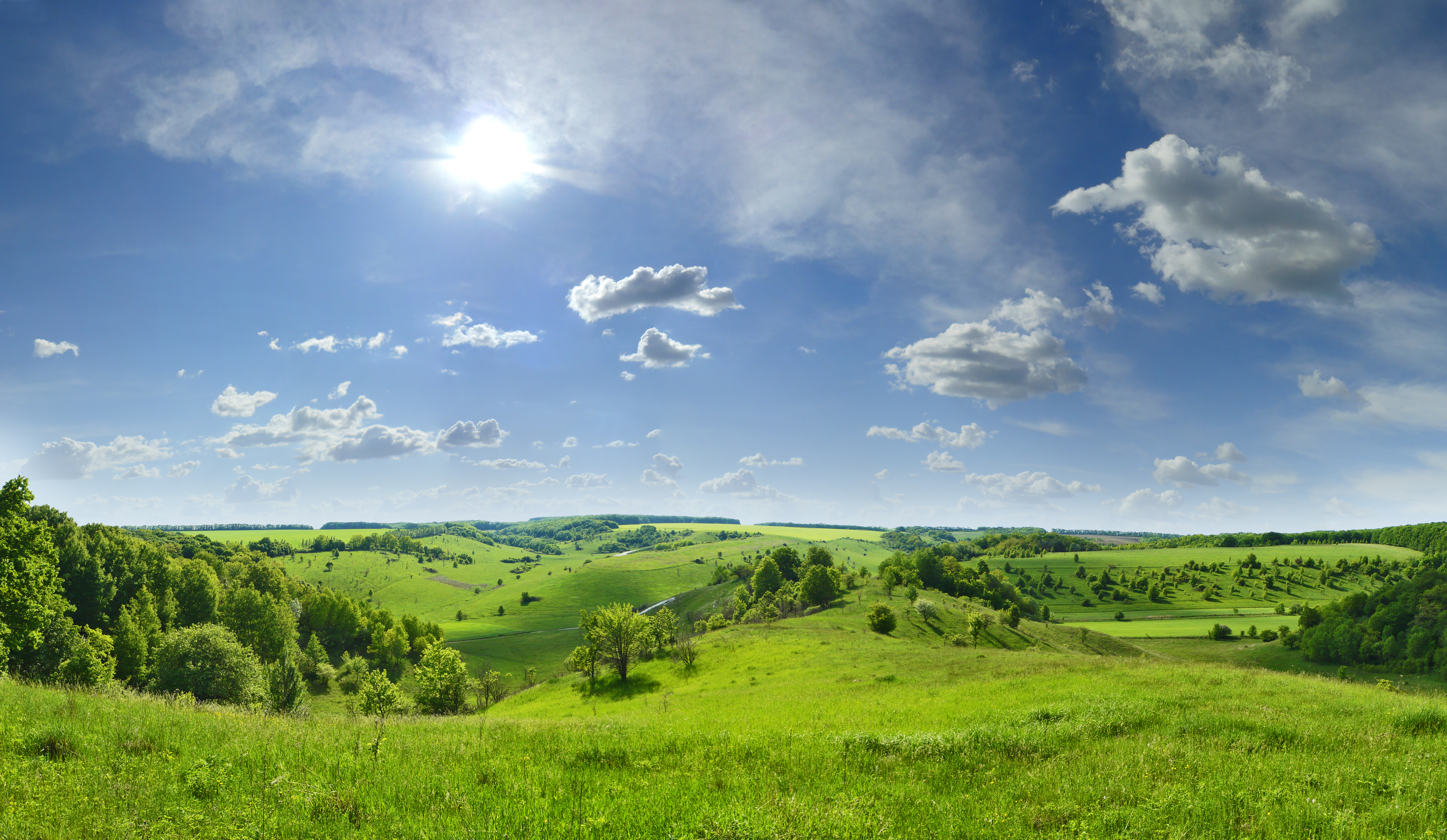
Балка Каменный Лог.

Шебекинский район расположен в пределах Среднерусской возвышенности. Поверхность, расчлененная речными долинами и овражно-балочной сетью, носит в целом волнисто-балочный характер, что говорит о формировании рельефа в ледниковом периоде. Многие учёные считают, что двигавшийся с севера ледяной поток, встретив на пути Среднерусскую возвышенность, начал обтекать её с запада и востока по наиболее низким местам, образовав два грандиозных ледниковых языка — по долинам Днепра и Дона. Белгородская земля стала своеобразным полуостровом в окружившем её с трёх сторон ледниковом «море», здесь он прошёлся только по низинным местам.
Ледник стесал выпуклости, засыпал небольшие овраги, выровнял площади под дубняком, прошёлся и по борам горной сосны. Большие овраги, имеющие направление север—юг, были расширены прогнувшимся ледником — так образовались выходы в поймы рек. Склоны горных массивов он не тронул — видимо, не смог ни подняться здесь, ни прогнуться. И растущие во множестве на склонах меловые сосны не были уничтожены, хотя их площадь уменьшилась.
После отступления ледника началось естественное расселение дубрав, меловых сосен, низменные места заняли топкие луга с зарослями ольхи. Русла рек не изменили направлений — они также протекают около сосновых боров. Большие лога, например, Шатов, Дьяков, вытянувшиеся с севера на юг и выходящие в поймы рек, ледник углубил и расширил.
Так как центральная часть Среднерусской возвышенности не была покрыта ледником, то в бассейне реки сохранился ряд реликтовых растений, характерных для горных районов, — так называемая растительность «сниженных Альп».
В XIII веке вдоль рек росли широкие полосы ольшаников. Лугов ещё не было, они ещё заросшие ольхой, и густо усеяны болотами. На более сухих местах рос лиственный лес. И лишь на возвышенностях, на мелу и песке росли хвойные боры. Степных пространств мало. Кругом лес. Через него несли свои воды реки.
Сейчас имеющиеся балки, в большинстве своем, задернованные с крутыми склонами и широкими днищами.

### Гидрография

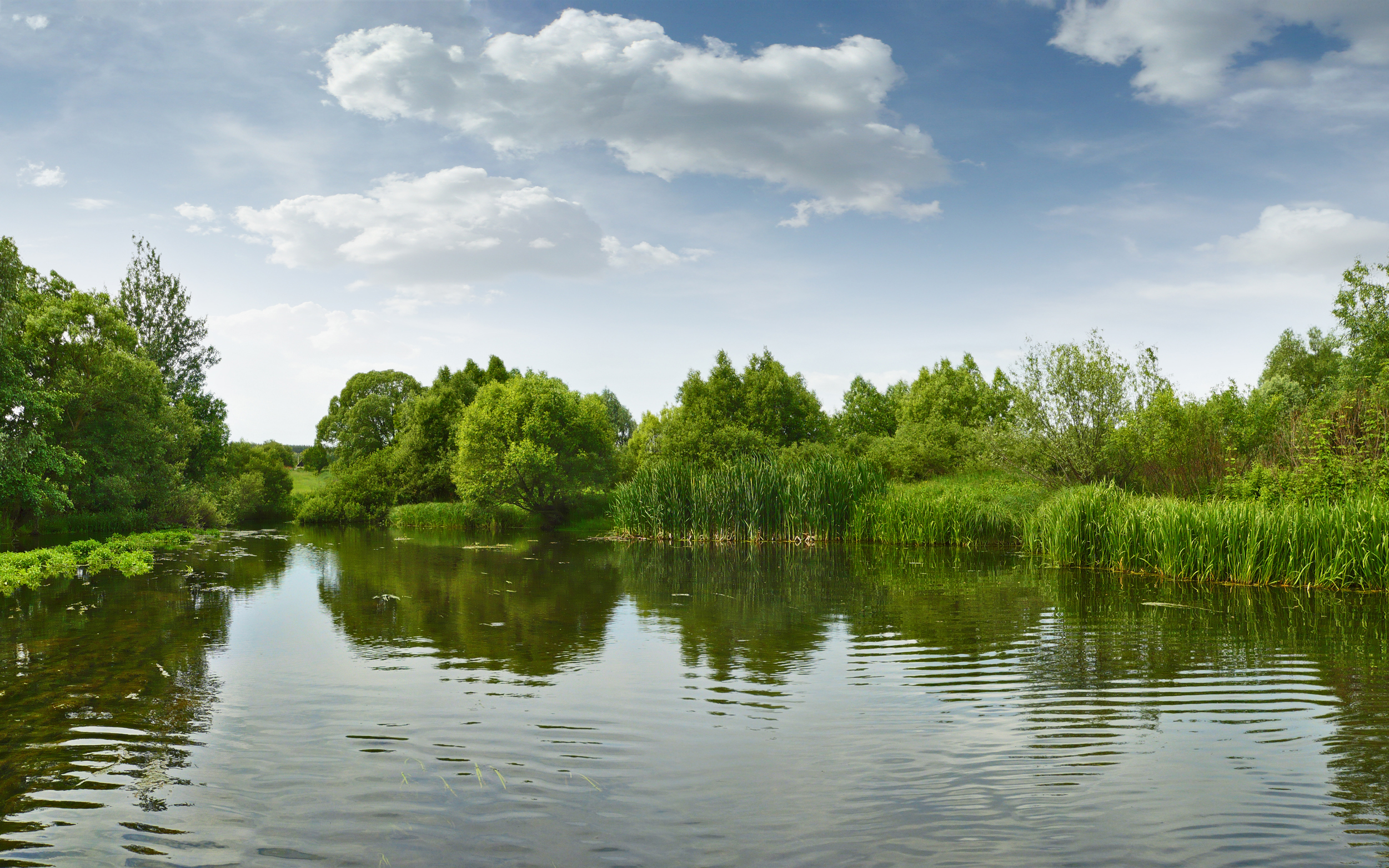
Река Корень

Гидрографическая сеть территории района представлена несколькими реками и озёрами. Через территорию землепользования района с северо-запада на юг протекает река Северский Донец, являющаяся самым крупным притоком Дона и источником водопотребления города Харькова.
Её крупным левобережным притоком является река Нежеголь, которая с притоками рек Корень, Короча образует как бы самостоятельный водный бассейн.
В основном реки района используются в хозяйственных целях и в некоторых населённых пунктах для питья.
На территории района имеются небольшие озера: Круглое, Моховое, Банное и Лебяжье. Все озера мелкие и заросли камышом.
Из имеющихся на территории района родников, наиболее интересен родник у с. Стрелица 1-я, дающий начало р. Нежеголь, обустроенные и освященные родники и источники в с. Белый Колодезь, Нижнее Березово-2, близ с. Ржевка, у х. Новая Заря, в с. Большое Городище, Большетроицкое. В красивом урочище «Каменное» расположен родник «Паюшки» (х.Кореньская дача). В посёлке Маслова Пристань имеется общедоступная скважина с питьевой водой.

### Почвы
Почвы Шебекинского района представлены большим количеством почвенных разностей и объединяются в следующие группы:
— мощные и выщелочные чернозёмы,
— серые лесные почвы,
— почвы речных долин,
— супесчаные почвы.
Преобладающей почвенной разностью являются черноземы.

### Растительность

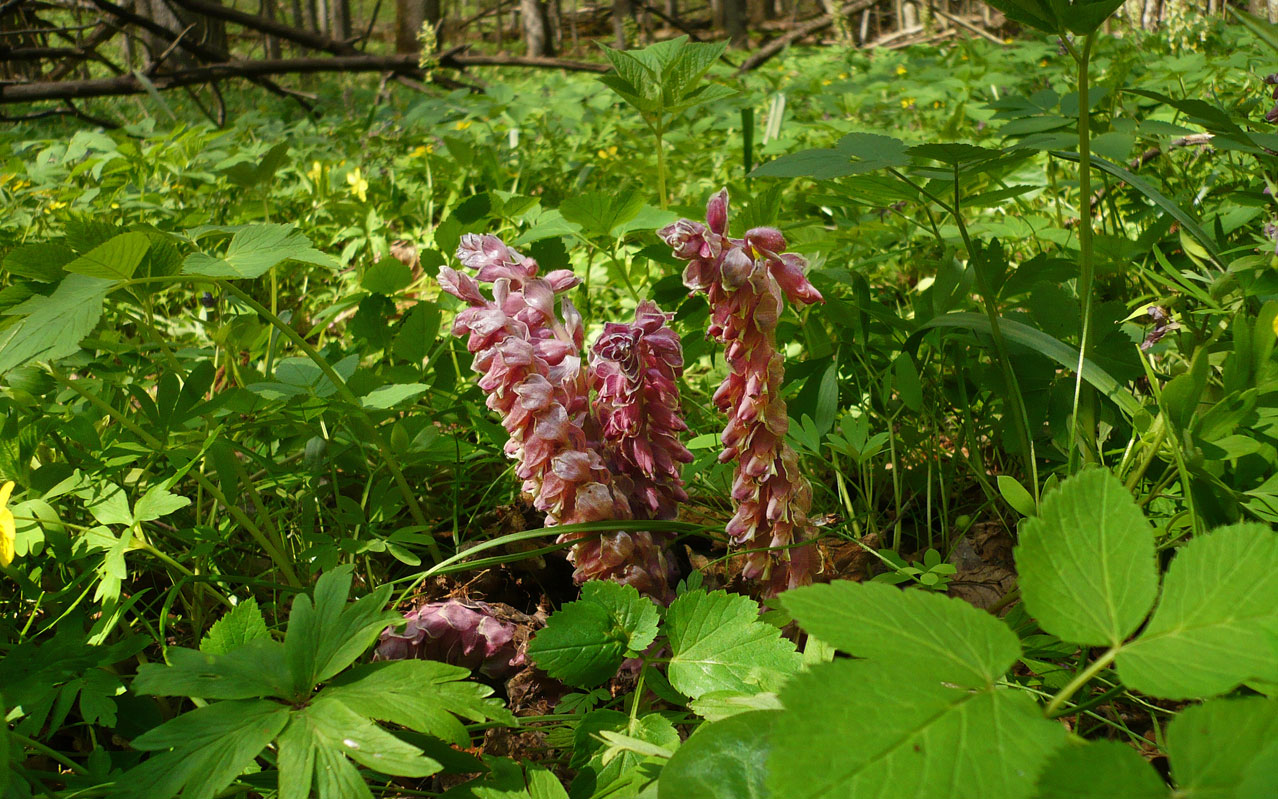
Петров крест чешуйчатый.

Шебекинский район расположен в лесостепной зоне. Остатки степной растительности в настоящее время сохранились на склонах балок и опушках лесов. Район является наиболее богатым лесами районом области. В нём сохранились обширные водораздельные дубравы, которые сосредоточены на междуречьях Северского Донца и Корня, Корня и Корочи, Корочи и Нежеголи. Преобладающими породами в лесах являются дуб и имеется небольшая часть сосновых боров.
Из древесных пород характерными являются: дуб черешчатый, сосна обыкновенная меловая и крымская, ясень обыкновенный, липа мелколистная, вяз голый, клён остролистный, клён полевой, яблоня лесная, груша дикая, берёза бородавчатая, осина, ива ломкая, а также интродуценты — акация белая, тополь берлинский и другие. Из кустарниковых пород часто встречаются: бересклет европейский и бородавчатый, несколько видов боярышника и шиповника, тёрн, лещина, жимолость лесная и татарская, бузина обыкновенная и другие. Наибольший интерес представляют памятники природы регионального значения «Бекарюковский бор» (с. Маломихайловка) и «Бор на мелу» (с. Ржевка), относящиеся к зонам компактного произрастания сосны меловой и 550-летний «Панский дуб» (с. Дмитриевка). Участки «меловой сосны» также произрастают близ сёл Чураево и Архангельское. Интересен лесной массив под названием «Аркатов лог», расположенный между селами Чураево и Крапивное, а также урочище «Титовский бор» (г. Шебекино).

### Животный мир

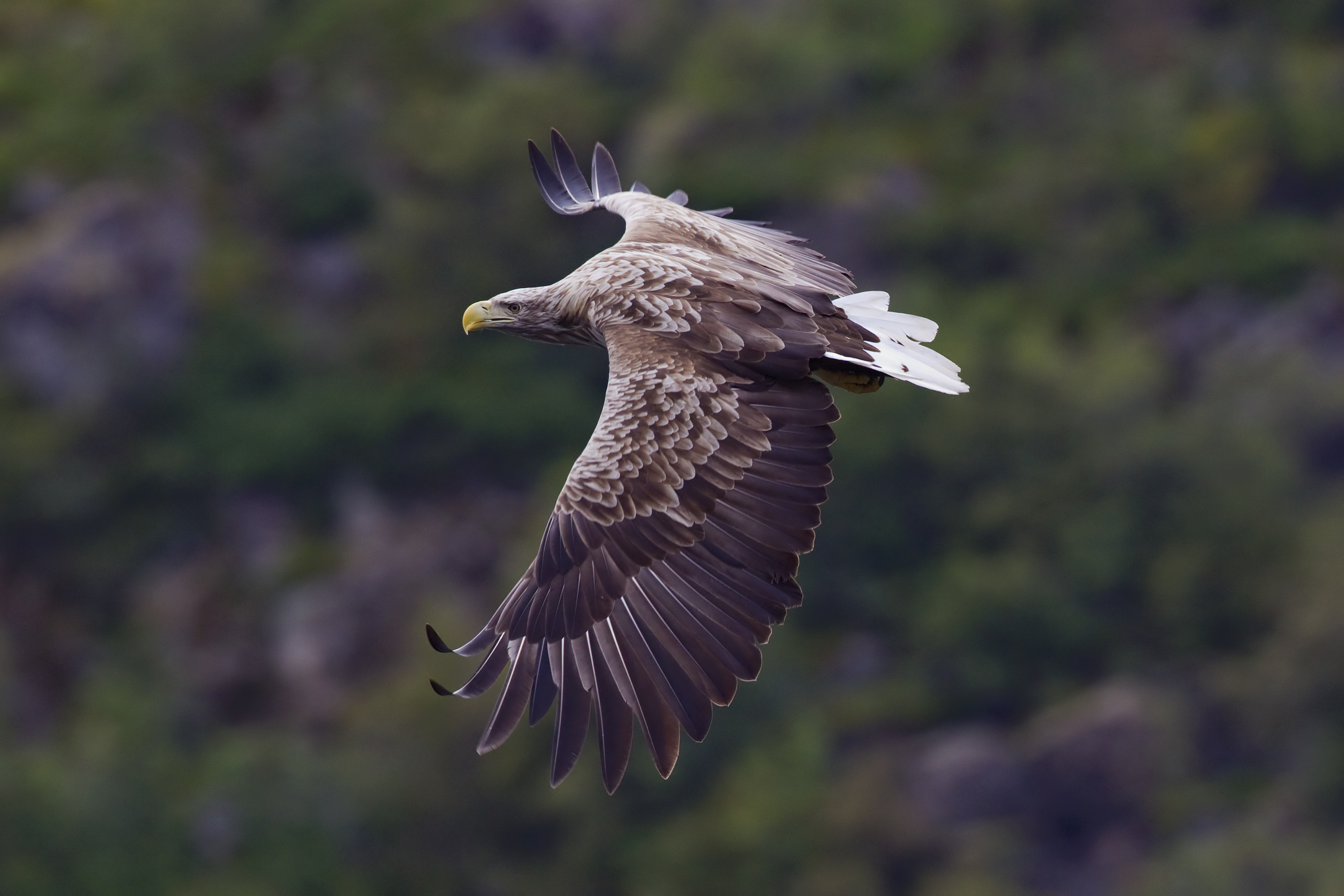
Орлан-белохвост

Животный мир, характерный для лесостепной зоны, насчитывает около 6 000 видов, из которых лишь малая часть приходится на высокоразвитых позвоночных. В прошлом их было значительно больше, сейчас в шебекинских лесах полностью истреблены сайгаки, тарпаны (дикие лошади), рыси, медведи, зубры, пеликаны, глухари, стрепеты.
Самыми крупными животными района являются лось, олень, косуля, кабан. Многочислены грызуны: зайцы-русаки, суслики, хомяки, белки, сурки, мыши, сони. Хищники представлены волком (практически истреблён), лисицей, енотовидной собакой, разнообразными куньими: куницами (каменной и лесной), барсуком, лаской, хорем, норкой, выдрой, горностаем.
В районе обитает множество птиц, многие из которых являются перелётными. Наиболее распространённые: грачи, зяблики, славки, синицы, скворцы, соловьи, жаворонки, ласточки, воробьи, голуби, кукушки, вороны, сороки. Изредка можно увидеть сов, филинов, соек, куропаток, аистов, лебедей, цапель. Несколько лет в балке Каменный Лог наблюдался орлан-белохвост — самая крупная и редкая птица района.
Насекомоядные млекопитающие представлены различными землеройками и ежами. На территории района водятся два вида летучих мышей: рыжая вечерница и водяная ночница. Часто встречаются земноводные (лягушки, жабы, тритоны) и рептилии (ужи, медянки, прыткие ящерицы, веретеницы, болотная черепаха, гадюки: степная, обыкновенная и Никольского). Из рыб наиболее многочисленны: краснопёрка, лещ, щука, окунь, карп и плотва. Изредка встречаются сом, язь, линь, густера, голавль.

## История

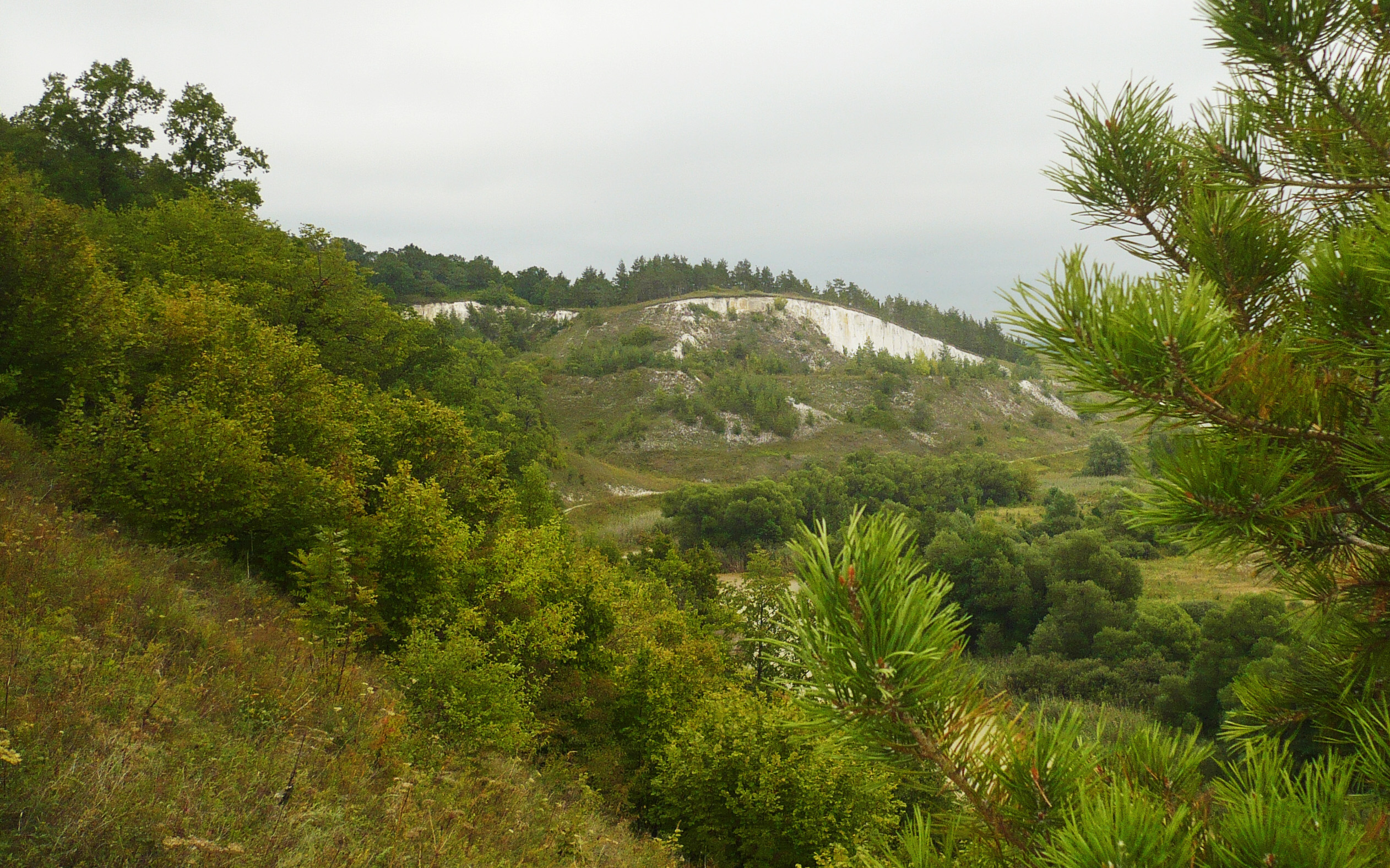
Дмитриевское городище

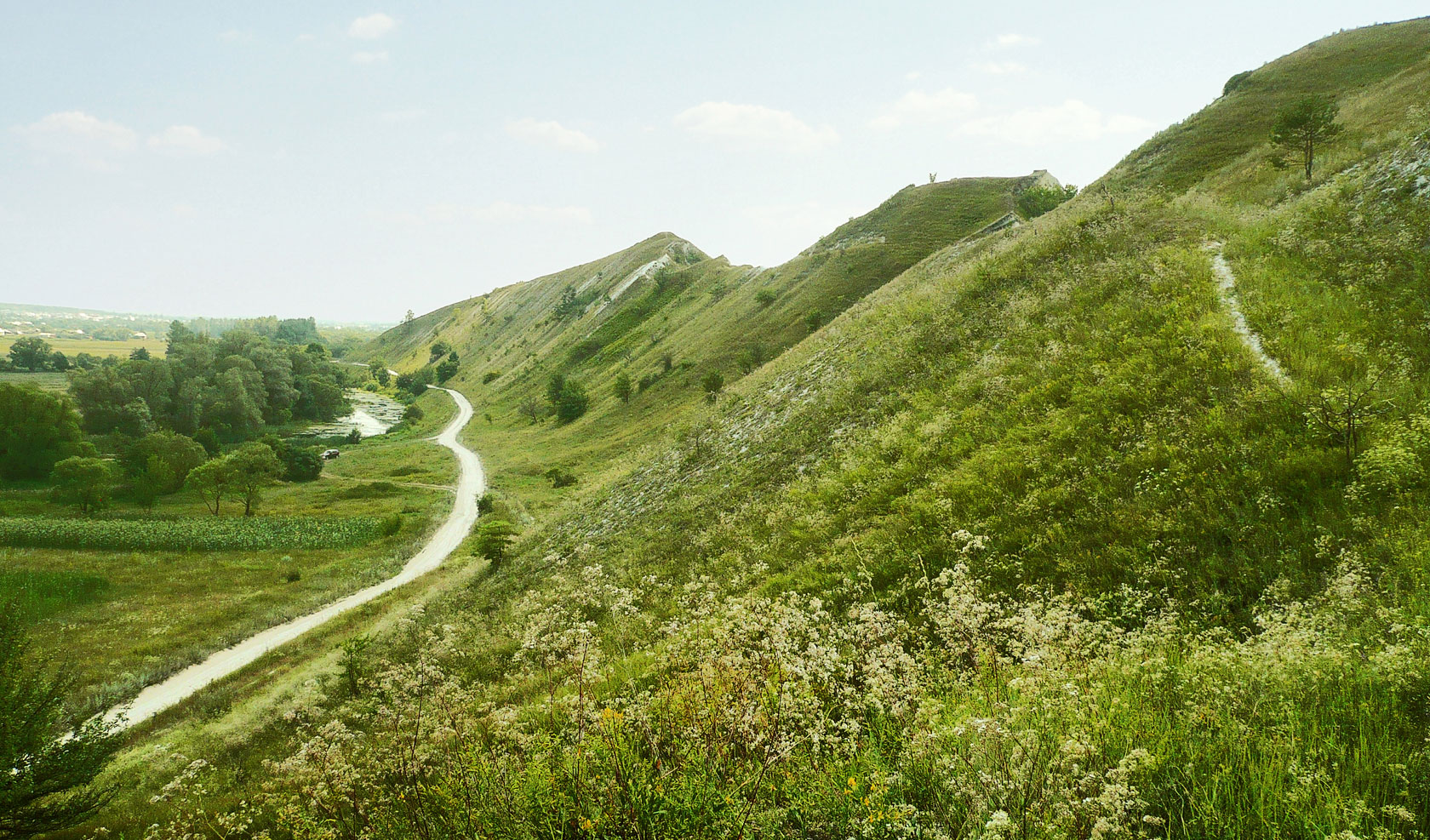
Крапивенское городище

Карта «Яголдаевой тьмы» в XV в.

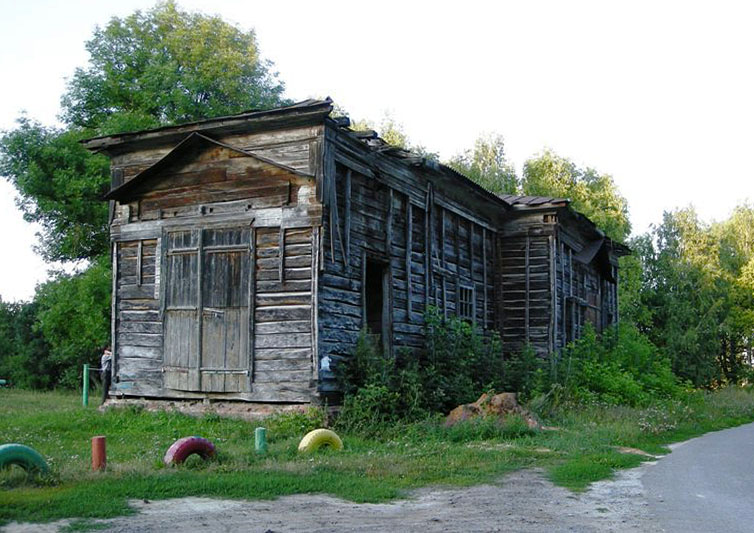
Деревянная церковь в Дмитриевке. 1878 г.

С V века до нашей эры здесь жили скифы. В VIII—IX веках сюда переселяются аланы с Северного Кавказа. Примерно в IX—X веках на место поселения скифской эпохи пришли представители племени северян — одного из 15 племен, образовавших Киевскую Русь.
В IX веке на правом берегу реки Корень (вблизи современного села Крапивного) было основано укреплённое поселение летописной «северы», которое в XI веке превратилось в большой древнерусский город. Он относился к Черниговскому княжеству, затем к Новгород-Северскому княжеству и был самым крайним на юго-востоке Руси. Просуществовал этот город до 1240 года, когда вместе со многими другими был разрушен во время монгольского нашествия на Русь. С тех пор он исчез и больше уже не возродился.
В 1654 году на месте пригорода современного Шебекино был построен город-крепость Нежегольск, который входил в Белгородскую оборонительную черту.
Датой возникновения Шебекино принято считать 1713 год, когда оно впервые было обозначено на российских картах. Своё название поселение получило по фамилии первого землевладельца, который поселил здесь своих крепостных и основал слободу — подполковника Ивана Дмитриевича Шибеко, бывшего одним из участников Полтавской битвы, который купил 160 четвертей земли у дворянина Н. Р. Маслова и поселил на правом берегу реки Нежеголь своих крестьян. В своем имении, кроме усадьбы, он построил и мельницу. В начале XIX века слобода Шебекина стала центром Шебекинской волости Белгородского уезда Курской губернии.
В 1836 году слободу Шебекину купил генерал-лейтенант Алексей Максимович Ребиндер. В центре слободы стояла деревянная церковь Тихвинской Божией Матери, построенная ещё в 1792 году на средства прихожан и доброхотных дателей. На рубеже 1880-х годов рядом с этой старой церковью была выстроена новая, каменная, с одноимённым названием. Часть средств для её строительства выделила семья Ребиндеров.
Район образован 30 июля 1928 года в составе Белгородского округа Центрально-Чернозёмной области. 13 июня 1934 года после разделения Центрально-Чернозёмной области Шебекинский район вошёл в состав Курской области.
С 14 июля 1942 года город был оккупирован фашистами. Освобожден — 9 февраля 1943 года.
6 января 1954 года Шебекинский район вошёл в состав вновь образованной Белгородской области. 1 февраля 1963 года город Шебекино был отнесен к категории городов областного подчинения, городской Совет депутатов трудящихся был передан в подчинение Белгородскому областному Совету депутатов трудящихся, а также был образован Шебекинский сельский район. В 1963 году в состав района вошла территория упразднённого Большетроицкого района.

## Административно-территориальное устройство

### Населённые пункты
В Шебекинский район (городской округ) входят 103 населённых пункта (1 город и 102 сельских населённых пункта).
| №   | Населённый пункт       | Тип     | Население | бывшее муниципальное образование       |
| --- | ---------------------- | ------- | --------- | -------------------------------------- |
| 1   | Шебекино               | город   | ↘39 680   | городское поселение город Шебекино     |
| 2   | Авиловка               | село    | ↘340      | Первоцепляевское сельское поселение    |
| 3   | Александровка          | хутор   | ↗9        | Белоколодезянское сельское поселение   |
| 4   | Александровка          | село    | ↗379      | Бершаковское сельское поселение        |
| 5   | Александровский        | хутор   | ↘26       | Большегородищенское сельское поселение |
| 6   | Артельное              | село    | ↘403      | Белоколодезянское сельское поселение   |
| 7   | Архангельское          | село    | ↘623      | Новотаволжанское сельское поселение    |
| 8   | Бабенков               | хутор   | ↘95       | Максимовское сельское поселение        |
| 9   | Балки                  | хутор   | ↘37       | Первоцепляевское сельское поселение    |
| 10  | Батрацкая Дача         | посёлок | ↗526      | Масловопристанское сельское поселение  |
| 11  | Безлюдовка             | село    | ↘824      | Графовское сельское поселение          |
| 12  | Белокриничный          | хутор   | ↘4        | Вознесеновское сельское поселение      |
| 13  | Белый Колодезь         | село    | ↘420      | Белоколодезянское сельское поселение   |
| 14  | Белянка                | село    | ↗1666     | Белянское сельское поселение           |
| 15  | Бершаково              | село    | ↗546      | Бершаковское сельское поселение        |
| 16  | Бессараб               | хутор   | ↘2        | Бершаковское сельское поселение        |
| 17  | Большетроицкое         | село    | ↗2250     | Большетроицкое сельское поселение      |
| 18  | Большое Городище       | село    | ↘724      | Большегородищенское сельское поселение |
| 19  | Бондаренков            | хутор   | ↘84       | Белянское сельское поселение           |
| 20  | Борисовка              | село    | ↘132      | Бершаковское сельское поселение        |
| 21  | Боровское              | село    | ↘65       | Чураевское сельское поселение          |
| 22  | Булановка              | село    | ↘673      | Бершаковское сельское поселение        |
| 23  | Верхнеберезово         | село    | ↘648      | Большетроицкое сельское поселение      |
| 24  | Вознесеновка           | село    | ↗1466     | Вознесеновское сельское поселение      |
| 25  | Гордюшкин              | хутор   | ↘5        | Первоцепляевское сельское поселение    |
| 26  | Графовка               | село    | ↗1611     | Графовское сельское поселение          |
| 27  | Гремячий               | хутор   | ↗41       | Масловопристанское сельское поселение  |
| 28  | Дмитриевка             | село    | ↗593      | Купинское сельское поселение           |
| 29  | Доброе                 | село    | ↗257      | Купинское сельское поселение           |
| 30  | Дубовенька             | хутор   | ↘14       | Бершаковское сельское поселение        |
| 31  | Желобок                | хутор   | ↘21       | Максимовское сельское поселение        |
| 32  | Заводцы                | село    | ↘44       | Купинское сельское поселение           |
| 33  | Заречье                | хутор   | ↘29       | Первоцепляевское сельское поселение    |
| 34  | Зиборовка              | село    | →329      | Муромское сельское поселение           |
| 35  | Зимовенька             | село    | ↗299      | Белянское сельское поселение           |
| 36  | Зимовное               | село    | ↘407      | Купинское сельское поселение           |
| 37  | Знаменка               | хутор   | ↘75       | Первоцепляевское сельское поселение    |
| 38  | Ивановка               | хутор   | ↘0        | Белоколодезянское сельское поселение   |
| 39  | Ивановка               | село    | ↘28       | Графовское сельское поселение          |
| 40  | Караичное              | село    | ↗124      | Белоколодезянское сельское поселение   |
| 41  | Козьмодемьяновка       | село    | ↗365      | Белянское сельское поселение           |
| 42  | Коровино               | село    | ↗4        | Новотаволжанское сельское поселение    |
| 43  | Кошлаково              | село    | ↗682      | Чураевское сельское поселение          |
| 44  | Крапивное              | село    | ↗684      | Чураевское сельское поселение          |
| 45  | Красная Поляна         | село    | ↘778      | Купинское сельское поселение           |
| 46  | Красное                | посёлок | ↗513      | Вознесеновское сельское поселение      |
| 47  | Красный                | хутор   | ↘11       | Белоколодезянское сельское поселение   |
| 48  | Крепацкий              | хутор   | ↘89       | Максимовское сельское поселение        |
| 49  | Купино                 | село    | ↗1296     | Купинское сельское поселение           |
| 50  | Ленинский              | посёлок | ↘213      | Вознесеновское сельское поселение      |
| 51  | Максимовка             | село    | ↗850      | Максимовское сельское поселение        |
| 52  | Маломихайловка         | село    | ↗758      | Вознесеновское сельское поселение      |
| 53  | Марьино                | хутор   | ↘10       | Вознесеновское сельское поселение      |
| 54  | Маслова Пристань       | пгт     | ↘5916     | Масловопристанское сельское поселение  |
| 55  | Мешковое               | село    | ↗528      | Максимовское сельское поселение        |
| 56  | Муром                  | село    | ↗1468     | Муромское сельское поселение           |
| 57  | Мухин                  | хутор   | ↘11       | Вознесеновское сельское поселение      |
| 58  | Нежеголь               | село    | ↗1156     | Вознесеновское сельское поселение      |
| 59  | Неклюдово              | село    | ↗154      | Чураевское сельское поселение          |
| 60  | Нехотеевка             | село    | ↘38       | Новотаволжанское сельское поселение    |
| 61  | Нижнее Березово-Второе | село    | ↗364      | Белянское сельское поселение           |
| 62  | Никольское             | село    | ↘413      | Чураевское сельское поселение          |
| 63  | Новая Заря             | хутор   | ↗10       | Купинское сельское поселение           |
| 64  | Новая Таволжанка       | село    | ↘5268     | Новотаволжанское сельское поселение    |
| 65  | Новый Путь             | хутор   | ↘6        | Белоколодезянское сельское поселение   |
| 66  | Огнищево               | село    | ↘27       | Белянское сельское поселение           |
| 67  | Осиновка               | село    | ↘72       | Большетроицкое сельское поселение      |
| 68  | Панков                 | хутор   | ↗42       | Вознесеновское сельское поселение      |
| 69  | Пенцево                | село    | ↘126      | Чураевское сельское поселение          |
| 70  | Первое Цепляево        | село    | ↘521      | Первоцепляевское сельское поселение    |
| 71  | Первомайский           | посёлок | ↘184      | Вознесеновское сельское поселение      |
| 72  | Петровка               | хутор   | ↗22       | Белоколодезянское сельское поселение   |
| 73  | Поляна                 | посёлок | ↘208      | Масловопристанское сельское поселение  |
| 74  | Поповка                | село    | ↗510      | Бершаковское сельское поселение        |
| 75  | Пристень               | хутор   | ↘0        | Большетроицкое сельское поселение      |
| 76  | Пристень               | село    | ↗22       | Графовское сельское поселение          |
| 77  | Протопоповка           | село    | ↗354      | Большегородищенское сельское поселение |
| 78  | Репное                 | село    | ↘506      | Купинское сельское поселение           |
| 79  | Ржавец                 | хутор   | ↗486      | Масловопристанское сельское поселение  |
| 80  | Ржевка                 | село    | ↗2715     | Вознесеновское сельское поселение      |
| 81  | Саввин                 | хутор   | →0        | Максимовское сельское поселение        |
| 82  | Селишко                | село    | ↘51       | Большегородищенское сельское поселение |
| 83  | Середа                 | село    | ↘327      | Муромское сельское поселение           |
| 84  | Стадников              | хутор   | →74       | Максимовское сельское поселение        |
| 85  | Стариково              | село    | ↘219      | Большегородищенское сельское поселение |
| 86  | Старовщина             | село    | ↗62       | Белянское сельское поселение           |
| 87  | Стрелица-Вторая        | село    | ↘238      | Большегородищенское сельское поселение |
| 88  | Стрелица-Первая        | село    | ↘297      | Белоколодезянское сельское поселение   |
| 89  | Сурково                | село    | ↘727      | Первоцепляевское сельское поселение    |
| 90  | Терезовка              | село    | →121      | Максимовское сельское поселение        |
| 91  | Терновое               | село    | ↘273      | Белянское сельское поселение           |
| 92  | Титовка                | село    | ↘51       | Большетроицкое сельское поселение      |
| 93  | Тюрино                 | село    | ↘180      | Большегородищенское сельское поселение |
| 94  | Факовка                | хутор   | ↘37       | Большегородищенское сельское поселение |
| 95  | Цепляево-Второе        | село    | ↘111      | Большегородищенское сельское поселение |
| 96  | Червона Дибровка       | село    | ↗520      | Максимовское сельское поселение        |
| 97  | Чураево                | село    | ↗770      | Чураевское сельское поселение          |
| 98  | Шамино                 | посёлок | ↗22       | Новотаволжанское сельское поселение    |
| 99  | Шебекинский            | посёлок | ↗372      | Чураевское сельское поселение          |
| 100 | Шемраевка              | хутор   | ↘34       | Максимовское сельское поселение        |
| 101 | Широкий                | хутор   | ↘9        | Белоколодезянское сельское поселение   |
| 102 | Щигоревка              | село    | ↘58       | Вознесеновское сельское поселение      |
| 103 | Яблочково              | село    | ↗178      | Купинское сельское поселение           |

### Местное самоуправление/Руководители

#### Председатели Шебекинского волостного исполнительного комитета
- 1917 — Мирошниченко И. С.
- 1917—1918 — Травенко И. В.
- 1918—1920 — в 1918 году составе Украинской Державы (Второго Гетманата). В 1919—1920 под германской оккупацией. Институт Председателей не действовал.
- 1920—1924 — Дзюба Е. М.
- 1924-? — Колонутов Г. А.

#### Первый секретарь Шебекинского райкома/горкома КПСС
- …1937 — Шалимов М. В.
- 1937-? — Семиохин С. И. (репрессирован: осуждён и арестован, как «враг народа»)
- 1937—1938 — Скопе М. М. (репрессирован)
- 1938—1940 — Сериков Никанор Иванович
- 1941—1947 — Белавин, Иван Николаевич
- 1947-?    — Александров Алексей Иванович
- 1947—1949 — Айдыняня Иван Леонтьевич
- 1949—1957 — Кривошей Анатолий Федорович
- 1957—1961 — Забровский Михаил Иванович
- 1961—1962 — Скунцев Михаил Гаврилович
- 1962—1965 — Сыроватский Борис Александрович
- 1965—1971 — Романцов, Анатолий Владимирович
- 1971—1975 — Грунин, Владимир Петрович
- 1978—1983 — Гридчин, Анатолий Митрофанович
- 1983—1985 — Гнилицкий Анатолий Тимофеевич
- 1985—1988 — Савченко, Евгений Степанович
- 1988—1990 — Дяченко Анатолий Степанович
- 1990—1991 — Алтухов, Василий Петрович

#### Главы местного самоуправления
- 1991—1995 — Смык, Анатолий Викторович
- 1996—2000 — Алтухов, Василий Петрович
- 2000—2004 — Смык, Анатолий Викторович
- 2004—2008 — Беспалов, Александр Владимирович
- 2008—2010 — Бузычкин, Александр Николаевич[12]
- 2011—2012 — Алейник, Станислав Николаевич
- 2012—2016 — Калашников, Алексей Николаевич. Назначен на должность решением Муниципального совета муниципального образования Шебекинский район и город Шебекино Белгородской области" 27.12.2012.
- 2016—2018 — Степанов, Сергей Владимирович
- 2018—2024 — Жданов, Владимир Николаевич (и. о.: 25.09.2018-26.12.2018). 26.12.2018 В. Н. Жданов назначен Главой созданного Шебекинского городского округа.
- 2024-н.в — Гриднев, Андрей Николаевич[13]

### Муниципальное устройство до 2018 года
В муниципальный район «Шебекинский район и город Шебекино» с января 2016 года до апреля 2018 года входило 15 муниципальных образований: 1 городское и 14 сельских поселений:
| №        | Муниципальное образование              | Админ. центр                     | Количество населённых пунктов | Население | Площадь, км² |
| -------- | -------------------------------------- | -------------------------------- | ----------------------------- | --------- | ------------ |
| 1e-06    | Городское поселение:                   |                                  |                               |           |              |
| 1        | город Шебекино                         | город Шебекино                   | 1                             | ↘41 934   | 40,55        |
| 1.000002 | Сельские поселения:                    |                                  |                               |           |              |
| 2        | Белоколодезянское сельское поселение   | село Белый Колодезь              | 10                            | ↘1136     | 117,13       |
| 3        | Белянское сельское поселение           | село Белянка                     | 8                             | ↗3019     | 174,48       |
| 4        | Бершаковское сельское поселение        | село Бершаково                   | 7                             | ↘2045     | 127,58       |
| 5        | Большегородищенское сельское поселение | село Большое Городище            | 9                             | ↘1737     | 212,85       |
| 6        | Большетроицкое сельское поселение      | село Большетроицкое              | 5                             | ↘2746     | 88,42        |
| 7        | Вознесеновское сельское поселение      | село Вознесеновка                | 12                            | ↘7385     | 142,96       |
| 8        | Графовское сельское поселение          | село Графовка                    | 4                             | ↘2590     | 73,50        |
| 9        | Купинское сельское поселение           | село Купино                      | 9                             | ↘4016     | 164,88       |
| 10       | Максимовское сельское поселение        | село Максимовка                  | 10                            | ↘2187     | 110,97       |
| 11       | Масловопристанское сельское поселение  | рабочий посёлок Маслова Пристань | 5                             | ↗7348     | 111,32       |
| 12       | Муромское сельское поселение           | село Муром                       | 3                             | ↘1817     | 132,26       |
| 13       | Новотаволжанское сельское поселение    | село Новая Таволжанка            | 5                             | ↗6236     | 144,82       |
| 14       | Первоцепляевское сельское поселение    | село Первое Цепляево             | 7                             | ↘1627     | 108,89       |
| 15       | Чураевское сельское поселение          | село Чураево                     | 8                             | ↘3251     | 115,35       |

4 марта 2005 года в соответствии с Законом Белгородской области № 171 в Масловопристанское сельское поселение было преобразовано городское поселение «Посёлок Маслова Пристань», образованное 20 декабря 2004 года в соответствии с Законом Белгородской области № 159.
В апреле 2018 года муниципальный район «Шебекинский район и город Шебекино» и все входившие в него поселения были упразднены и объединены в одно единое муниципальное образование Шебекинский городской округ.
Шебекинский район как административно-территориальная единица сохраняет свой статус, наряду с городом областного значения Шебекино. Соответствующие городскому и сельским поселениям муниципальные округа (административно-территориальные единицы муниципальных образований) не упразднены.

## Население
| 1959    | 1970    | 1979    | 1989    | 2002    | 2009    | 2010    | 2011    | 2012    |
| ------- | ------- | ------- | ------- | ------- | ------- | ------- | ------- | ------- |
| 59 404  | ↗71 515 | ↘51 558 | ↘44 668 | ↗47 345 | ↗93 011 | ↘92 168 | ↘92 107 | ↘91 874 |
| 2013    | 2014    | 2015    | 2016    | 2017    | 2018    | 2019    | 2020    | 2021    |
| ↘91 583 | ↘91 514 | ↘91 123 | ↘90 689 | ↘90 035 | ↘89 074 | ↘87 944 | ↘87 146 | ↘85 151 |

### Урбанизация
В городских условиях (город Шебекино и рабочий посёлок Маслова Пристань) проживают 53,55 % населения района (2021 год).

### Национальный состав
По итогам переписи населения 2020 года проживали следующие национальности (национальности менее 0,1 % и другое, см. в сноске к строке «Другие»):
| Национальность | Численность, чел. | Доля     |
| -------------- | ----------------- | -------- |
| Русские        | 75 639            | 88,82 %  |
| Украинцы       | 670               | 0,79 %   |
| Армяне         | 422               | 0,50 %   |
| Азербайджанцы  | 315               | 0,37 %   |
| Турки          | 251               | 0,29 %   |
| Цыгане         | 237               | 0,28 %   |
| Другие         | 7617              | 8,95 %   |
| Итого          | 85 151            | 100,00 % |

## Экономика
- «Завода премиксов № 1» группы компаний «Приосколье» — единственное в России и входящее в десятку крупнейших производств лизина в мире[33][34].

«Завод Премиксов № 1» создан в августе 2005 года и производит более 17 тыс. тонн премиксов в год для всех видов животных, птиц и рыб. В 2012 году здесь начали строить завод по производству лизина. В структуру предприятия входят элеватор вместимостью 50 тыс. тонн зерна, лаборатория, мельница, крахмалопаточное производство, производственные площадки по выпуску глюкозы и лизина методом микробиологического синтеза. Площадь завода — около 37 га. Общий объём инвестиций составил 7,5 млрд рублей. Проект высокотехнологичного производства лизина победил в конкурсе на получение субсидии 275 млн рублей. В 2014 году запущено производство 57 тысяч тонн лизина в год.

## Культура
На территории Шебекинского района находится свыше 30 археологических памятников. Свой след оставили здесь в эпоху бронзы племена ямной и катакомбной культур, в раннем железном веке — скифы, северяне, праславяне (Крапивенское городище), алано-болгарские племена Хазарского каганата (Дмитриевское городище).
Близ хутора Гремячий с 2006 года создаётся экопоселение «Кореньские родники», состоящее из родовых посместий. Цель поселенцев — жить в гармонии с природой, растить здоровых детей, возрождать народные промыслы, обряды, праздники.

## Охраняемые природные территории

### Бекарюковский бор

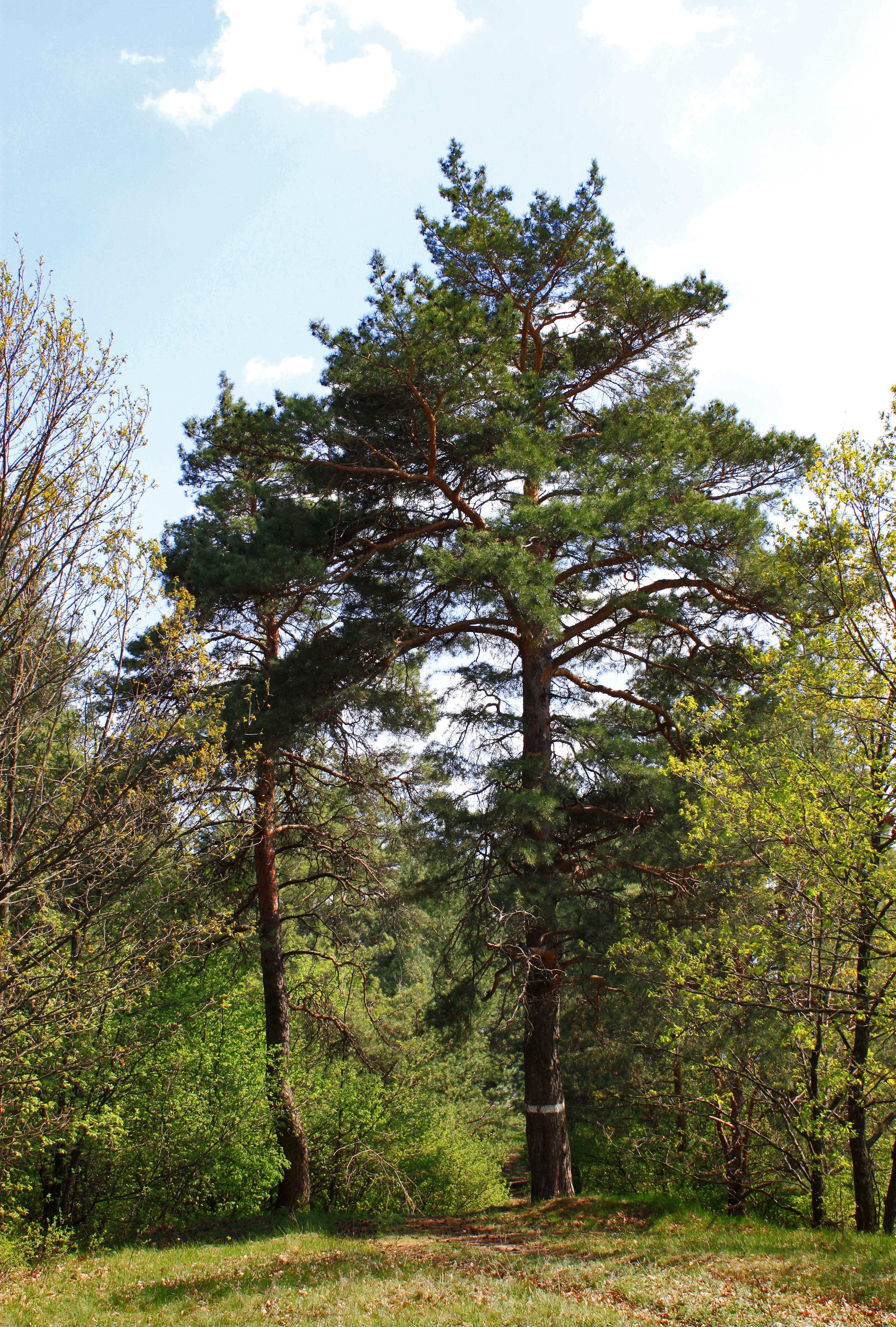
Бекарюковский бор, сосна меловая.

Возле села Маломихайловка расположен Государственный природный заказник «Бекарюковский бор», площадью 66 га. Это наиболее сохранившееся местонахождение меловой сосны в области.
Это так называемые реликтовые сосны, дошедшие до нас со времен третичного периода. Сосна здесь растёт на меловых склонах крутизной 42 градуса на высоте 70-100 м над долиной реки Нежеголь, на голом или слегка покрытом травянистой растительностью мелу. Средняя высота деревьев 22 метра, диаметр 30-75 сантиметров. Многим из этих деревьев перевалило на вторую сотню лет.
Видовой состав растительности на участке насчитывает до 368 видов цветковых растений, в том числе редких: дремлик тёмно-красный, ковыли, пыльцеголовник красный, оносма, прострел раскрытый, или сон-трава, василёк русский, лён украинский, горицвет, или адонис весенний, ломонос цельнолистный и другие. Меловая сосна находится под угрозой исчезновения. Её особенность состоит в том, что сосна способна развиваться и расти на мелу при почти полном отсутствии перегнойного горизонта.

## Достопримечательности
Культурное наследие
- Центр традиционной культуры и музей села Купино.

Памятники археологии
- Крапивенское городище (неизвестный древнерусский город IX—XII вв.)Крапивенское городище

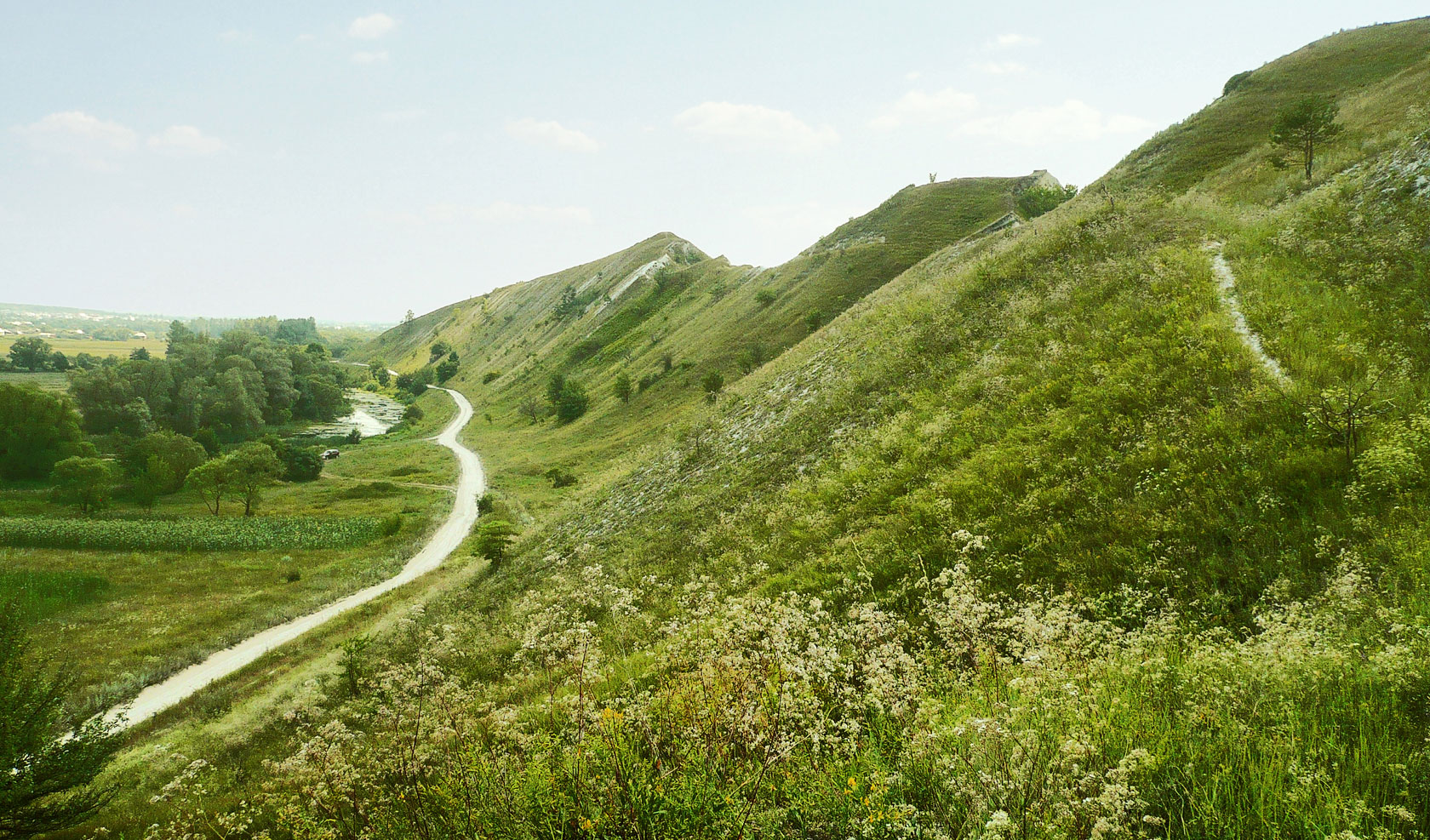
Крапивенское городище

- Дмитриевское городище салтово-маяцкой культуры (VIII—X вв.)Дмитриевское городище

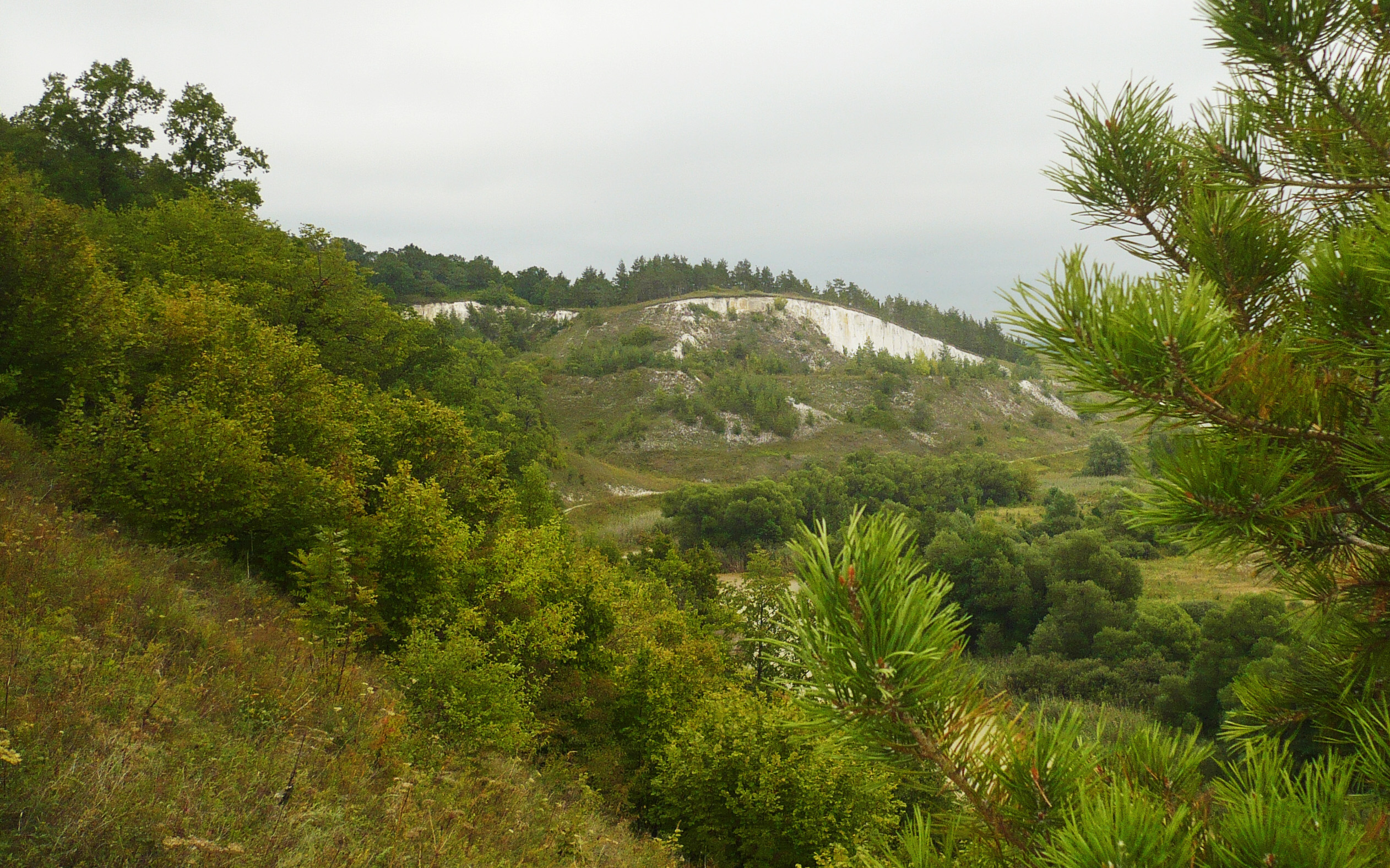
Дмитриевское городище

- Остатки города-крепости Нежегольска (XVII в., Белгородская черта).

Памятники природы
- Бекарюковский бор (реликтовые сосны на мелу)
- Титовский бор
- Бор на мелу (с. Ржевка)
- Панский дуб в с. Яблочково
- Балка Каменный Лог

Памятники архитектуры
- Троицкий храм (с. Муром, 1886 г.)
- Храм Михаила Архангела (с. Чураево, 1892 г.)
- Храм Святых апостолов Петра и Павла (с. Неклюдово, 1870 г.)
- Деревянная церковь Димитрия Солунского (с. Дмитриевка, 1878)Деревянная церковь в Дмитриевке. 1878 г.

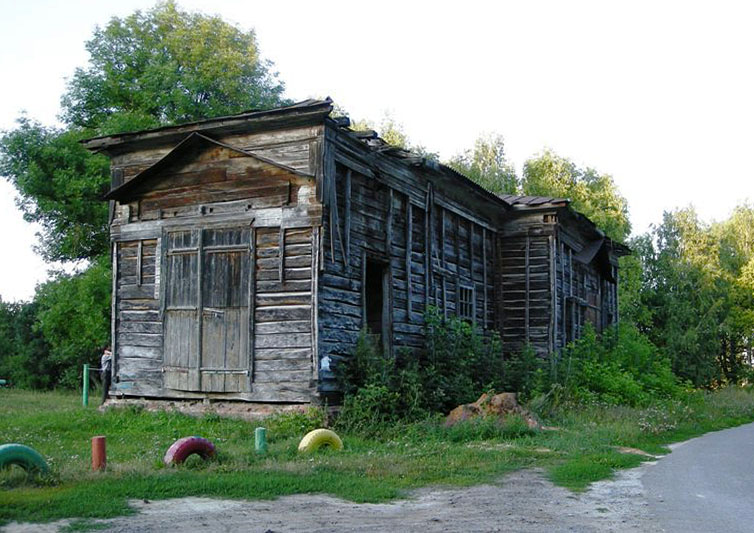
Деревянная церковь в Дмитриевке. 1878 г.